# Гусейн ібн Ансарі
Гусейн ібн Ях'я ібн Ансарі (д/н — бл. 781) — державний діяч Аль-Андалуса, валі (намісник) Сарагоси у 772—781 роках.

## Життєпис
Походив з роду Ансарі, що був нащадком Саїда ібн Убада, одного з ближніх друзів (сахаб) пророка Мухаммеда. Син Ях'ї аль-Ансарі. Про початок кар'єри обмаль відомостей. Можливо, дістав посаду валі після Бадра.
Перша письмова згадка про нього відноситься до 774 року, коли в союзі з кайситами він виступив проти кордовського еміра Абдаррахмана I, оголосивши про відновлення в Аль-Андалус і влади династії Аббасидів. Його підтримав Абу Тавр ібн Бану-Касі, валі Вашки. Про нього емір відправив військо на чолі з Абд аль-Мелеком бін Умаром, який приборкав Абу Тавра, але Гусейн відбив напад на Сарагосу. В результаті він став фактично самостійним. На його бік перейшов Сулейман аль-Арабі, валі Барселони.
778 року Сулейман аль-Арабі рушив до франкського короля Карла I, з яким вів перемовини в Падерборні. Тут він обіцяв вірність франкам та здачу Барселони і Сарагоси. Втім коли франкське військо підійшло до Сарагоси, то Гусейн ібн Ансарі оголосив, що не давав згоди передати Сарагосу франкському королю. Зрештою Карл I вимушений відступити.
780 року валі Сарагоси напав на Сулейман аль-Арабі, який зазнав поразки й загинув. Можливо невдовзі розширив владу на Барселону. Таке посилення влади бунтівного валі занепокоїло Абдаррахмана I, який відправив військо на чолі з Талабом ібн Убайдом. Після тривалої облоги Гусейн згодився підкоритися та передати сина Саїда як заручника. Втім невдовзі валі Сарагоси було підступно вбито. Його син захопив владу в Сарагосі, яку визнав емір Кордови.